# Sopwith Pup
Le Sopwith Pup était un avion militaire britannique de la Première Guerre mondiale. Ce petit biplan était un avion de chasse très estimé de ses pilotes comme de ses adversaires, aux lignes élégantes, d'une grande maniabilité et aux performances élevées, malgré la puissance assez faible de son moteur. Il se comporta honorablement face à des appareils allemands plus puissants.

## Historique
Le Pup fut fabriqué par la société Sopwith Aviation Company et était officiellement appelé Sopwith Scout. Mais on lui donna le nom de Pup (français : Chiot) car il était plus petit que le Sopwith 1 1/2 Strutter biplace également appelé Scout. Le Pup était dérivé de l'avion personnel d'Harry Hawker, le chef des pilotes d'essai de Sopwith.

## Conception
Désigné au départ Admiralty Type 9901, le premier prototype du Sopwith Pup effectua son vol initial au début 1916, avec un moteur Clerget 7 (en) de 80 ch. Ce moteur fut remplacé, sur les cinq autres prototypes construits, par un Clerget 9 (en) de même puissance. Le Pup de série était équipé d'un moteur rotatif Gnome ou Le Rhône. La conception de cet appareil était classique, mais son esthétique était remarquable.
Le Pup était armé d'une mitrailleuse Vickers calibre 7,7 mm synchronisée ou, pour les avions du Royal Naval Air Service, d'une mitrailleuse Lewis calibre 7,7 mm fixée à l'aile supérieure.

## Engagements

### Première Guerre mondiale

#### Emploi à terre
Le Sopwith Pup entra en service en septembre 1916. Les premiers exemplaires arrivèrent sur le front de l'ouest en octobre 1916. Le Pup se révéla un excellent chasseur face aux avions allemands, en raison de sa grande agilité. C'était un chasseur très maniable, agréable et facile à piloter. Sa grande surface alaire lui conférait une bonne vitesse ascensionnelle et une bonne manœuvrabilité, en particulier à haute altitude. Manfred von Richthofen lui-même loua cet appareil pour sa maniabilité, mais il le critiqua pour sa faible aptitude à effectuer des vols en piqué.
À la mi-1917, les Pup furent retirés du front pour participer à la défense de la Grande-Bretagne contre les attaques de Zeppelins.
Ils furent aussi employés en tant que bombardier léger. Pour ces missions, ils étaient propulsés par un Gnome monosoupape de 100 ch.

#### Emploi en mer
Le Pup fit l'objet d'une utilisation intensive pour diverses expérimentations d'emploi aéronaval. Il était de fabrication classique de l'époque de la guerre, construit en bois et toile, bien entretoisé et haubané de fils d'acier à l'intérieur comme à l'extérieur. Il était propulsé par un moteur rotatif fiable. Sa surface de voilure était assez importante, lui conférant une faible charge ailaire, et donc une faible vitesse d'atterrissage. À cela s'ajoutait une bonne maniabilité. Le Pup était donc très apte, sinon idéal, pour opérer à partir de porte-avions. En raison de cette faible vitesse, il semblaient flotter en décollant, en particulier lorsque le navire faisait route vent debout, et que la vitesse du vent relatif était proche de sa propre vitesse normale d'appontage.
Les Pup furent les premiers appareils à décoller de tourelles de cuirassés et à apponter sur de courtes plates-formes de poupe. Pour ces exploits, ils étaient munis de patins. À cette époque, on avait très peu d'expérience de l'appontage. Les essais montrèrent qu'un simple train d'atterrissage à patins résistait mieux que des roues à la prise de contact avec le pont. Ce n'est que plus tard que les freins de roue et les crochets d'arrêt équipèrent en série les avions de la marine.
C'est avec un Pup que le lieutenant de vaisseau Culley décolla d'un chaland à fond plat remorqué en mer du Nord par un destroyer puissant et rapide, pour détruire le Zeppelin à grand rayon d'action L53 à la fin de juillet 1918. Le Sopwith était muni d'un système d'amarrage à déblocage rapide. Le vent et la vitesse du destroyer s'additionnant, on atteignait une vitesse de vent relatif permettant la sustentation de l'avion qui se soulevait à la verticale du chaland
Le 2 août 1917, le squadron commander Edwin Harris Dunning, aux commandes d'un Pup, est parvenu pour la première fois au monde à se poser sur un porte-avions, le HMS Furious. Dunning fut néanmoins tué lors de sa troisième tentative. Après l'éclatement d'un pneu, son avion tomba sur le côté du navire et coula.

### Entre-deux-guerres
Après la Première Guerre mondiale, ces appareils continuèrent à être employés pour effectuer des essais avec des porte-avions, avant d'être remplacés par des appareils de conception plus moderne comme le Gloster Nightjar et le Fairey Flycatcher ou le Parnall Plover.
Au total 1 770 Sopwith Pup furent construits.

## Variantes
La firme Beardmore développa une variante embarquée, le WB.III, qui possédait des ailes repliables et un train d'atterrissage escamotable.